# Praearaneus bruckschi
Praearaneus bruckschi, è una specie fossile di ragni mesothelae, l'unica del genere Praearaneus e della famiglia dei Praearaneidae.

## Distribuzione e habitat
Questa specie è stata scoperta all'interno di ambra rinvenuta in Birmania, datata come risalente al Cretaceo.

## Pubblicazioni
- Jörg Wunderlich, New and rare fossil spiders (Araneae) in mid Cretaceous amber from Myanmar (Burma), including the description of new extinct families of the suborders Mesothelae and Opisthothelae as well as notes on the taxonomy, the evolution and the biogeography of the Mesothelae, in Beiträge zur Araneologie, vol. 10, 2017,  pp. 72-279.